# Франсоа дьо Ньофвил, херцог дьо Вилроа
Франсоа дьо Ньофвил, херцог дьо Вилроа (на френски: François de Neufville, duc de Villeroy; * 7 април 1644, Лион, Кралство Франция; † 18 юли 1730, Париж, Кралство Франция) е маршал на Франция от епохата на Луи XIV. Известен е най-вече с участието си във Войната за испанското наследство, където губи сраженията при Кремона и Рамили. Макар и приятел на краля от детска възраст, тези провали слагат край на активната му кариера.

## Живот

### Произход и младост
Франсоа дьо Ньофвил е член на елитно благородническо семейство, което служи вярно на френските монарси от 250 г. Баща му Николá също е маршал.
Още от най-ранни години живее в обкръжението на Луи XIV, с когото е почти връстник. Щом двамата порастват и Луи става едноличен управник на страната (1661), херцог дьо Вилроа се превръща в един от неговите най-близки фаворити. Франсоа обаче е известен повече с участието си в балове, лов и разходки, отколкото с победи на бойното поле. Любимец е на дамите, които го наричат „чаровника“. Волтер го описва като „мъж с приятно и внушително лице, твърде храбър, твърде почтен, добър приятел, откровен в обществото, чудесен във всяко едно отношение“.

### Военна кариера

#### Начало
През 1664 г. взема участие в един поход на Лионския полк в Унгария, където се бие с османците в битката при Сент Готард. За кратко се включва и в Деволюционната война (1667 – 1668). Същинските му военни ангажименти започват през Холандската война – придружава армията в похода ѝ към Холандия (Обединените провинции), след това участва във второто покоряване на Франш-Конте и в битката при Сенефе (под командването на Великия Конде). Междувременно се издига в йерархията, става генерал-лейтенант през 1677. Макар че показва повече смелост, отколкото военен талант и способности на главнокомандващ, той има огромно самочувствие. Покровителственото отношение на краля допринася да вярва, че е един от най-великите френски командири.

#### Маршал на Франция
През 1693 г. е издигнат до най-високия чин в армията – маршал. Бие се смело в битката при Неервинден под командата на херцог дьо Люксамбур, а след неговата смърт в началото на 1695 г. поема командата на армията във Фландрия. За внимателния наблюдател, който следи следващата кампания, би станало ясно, че не е достатъчно способен военачалник – не веднъж и два пъти е надхитрен от Уилям III. Английският крал успява дори да превземе Намюр под носа му, но тъй като не се стига до явно поражение, Луи XIV продължава да се заблуждава относно качествата на Вилроа.

#### Участие във Войната за испанското наследство
В началото на Войната за испанското наследство херцогът е изпратен да смени Никола Катина в Италия. За тази грешка голяма роля има и мадам дьо Ментнон – втората съпруга на краля. Изправен срещу талантливия австрийски генерал Евгений Савойски, Вилроа само влошава положението на французите. През септември 1701 г. той напада Евгений при Киари, но е отблъснат с големи загуби.
На 1 февруари 1702 г. преживява най-голямото си унижение като войник, когато е пленен от австрийците в град Кремона. В този чудесно укрепен град той се чувства напълно сигурен, но те влизат през таен проход, отварят портите отвътре и започват да избиват още сънените французи. Вилроа попада в ръцете им в самото начало и е отведен без да знае изхода на битката. Тя всъщност завършва без победител, но заслугата за това не е негова.
Скоро след това маршалът е освободен и поема командването на армията във Фландрия. Там трябва да държи фронта срещу друг майстор на военното дело – англичанинът Джон Чърчил, херцог Марлборо. През първите години от тяхното съперничество не изглежда някой да има предимство. Вилроа се придържа към отбранителна стратегия, но на 23 май 1706 г. той пристъпва към решителна битка. При Рамили маршалът така лошо построява редиците си, че самите му подчинени го предупреждават: „Ако не промените бойния си ред, няма начин да не загубите това сражение“. Марлборо напълно го разбива, а след това завладява цяла Испанска Нидерландия. Вилроа е така потресен, че пет дни не посмява да напише съобщение на краля. Когато се връща във Версай, Луи не го порицава, но го изтегля от фронта. Чак през 1714 г. той отново му гласува доверие, като го прави министър.

### Последни години
По време на регентството на малкия Луи XV (1715 – 1723) Вилроа е част от съвета на регента Филип II Орлеански и същевременно е настойник на краля. Участва в интригите в двора, като заема страната на регента по време на заговора на незаконния син на Луи XIV херцог дю Мен. Впоследствие обаче сам се забърква в заговор (1722) и е отстранен, като става губернатор на родния си град Лион. Дори след смъртта на Филип Орлеански не му е позволено да се върне окончателно във Версай. Идва няколко пъти и при един от тези случаи умира (1730) в Париж.

## Семейство
Жени се през 1662 г. за Маргьорит дьо Косе (1648 – 1708), от която има седем деца – две момчета и пет момичета. Най-голямото момче Луи наследява титлата и се жени за дъщеря на известния маркиз дьо Лувоа, а другото момче Франсоа по-късно става епископ на Лион.